# رنگینک سیاه‌سفید
رنگینک سیاه‌سفید (نام علمی: Lonchura bicolor) نام یک گونه از سرده سیمین‌نوک‌ها است.